# Raschid Ben Ali
Raschid Ben Ali (* 1978 in Taza, Marokko) ist ein niederländischer Maler marokkanischer Herkunft.

## Leben und Werk
Mit 15 sandten ihn seine Eltern in die Niederlande, wo er seit 1988 lebt. Er studierte an den Kunstakademien von Rotterdam und Arnhem, danach besuchte er das Polytechnikum der Künste in Antwerpen. Er lebt und arbeitet in Amsterdam und London. 2001 und 2003 folgten Ausstellungen in der Galerie Tanya Rumpff in Haarlem und im Wereldmuseum in Rotterdam. Zur Einführung einer Sammelausstellung des Stedelijk Museum wählte Königin Beatrix eines seiner Bilder.
Sein Werk zeigt ethnische, religiöse und sexuelle Spannungen in den Niederlanden und behandelt die Gewalt des Extremismus satirisch und polemisch. Hass und Drohungen Islamischer Fundamentalisten waren die Folge. 2003 gewann er den KDR KunstRAI prijs, 2005 wurden 40 seiner neueren Bilder im Cobra Museum of Modern Art in Amstelveen ausgestellt. Wegen Todesdrohungen anlässlich eines der Bilder, welches bombenspuckende „Hassprediger“ zeigt, musste er danach die Öffentlichkeit meiden. Seitdem benötigt er Leibwächter, die Kosten hat das Museum übernommen.
Laut John Frieze, dem Kurator des Museums, bilden Ben Alis blutige, gewalttätige und homoerotische Bilder einen „visuellen Bericht, der persönliche Betroffenheit angesichts Krieg, kultureller und einwanderungsbedingter Entwurzelung, Homosexualität, religiöser Intoleranz und Diskriminierung illustriert“.

## Zitat
„Ich möchte den Leuten zeigen, dass man, auch wenn man muslimischer Herkunft ist, wie ich, vollkommen frei in seinem Denken sein kann. Die muslimische Welt gibt dir keinen Freiraum als Individuum. Die soziale Kontrolle ist furchtbar. Und um diese Botschaft zu vermitteln und um die Leute zum sprechen zu bringen, muss man Tabus verletzen.“ (Übersetzt aus El País, 20. Februar, 2005)